# Maksymilian Kugler

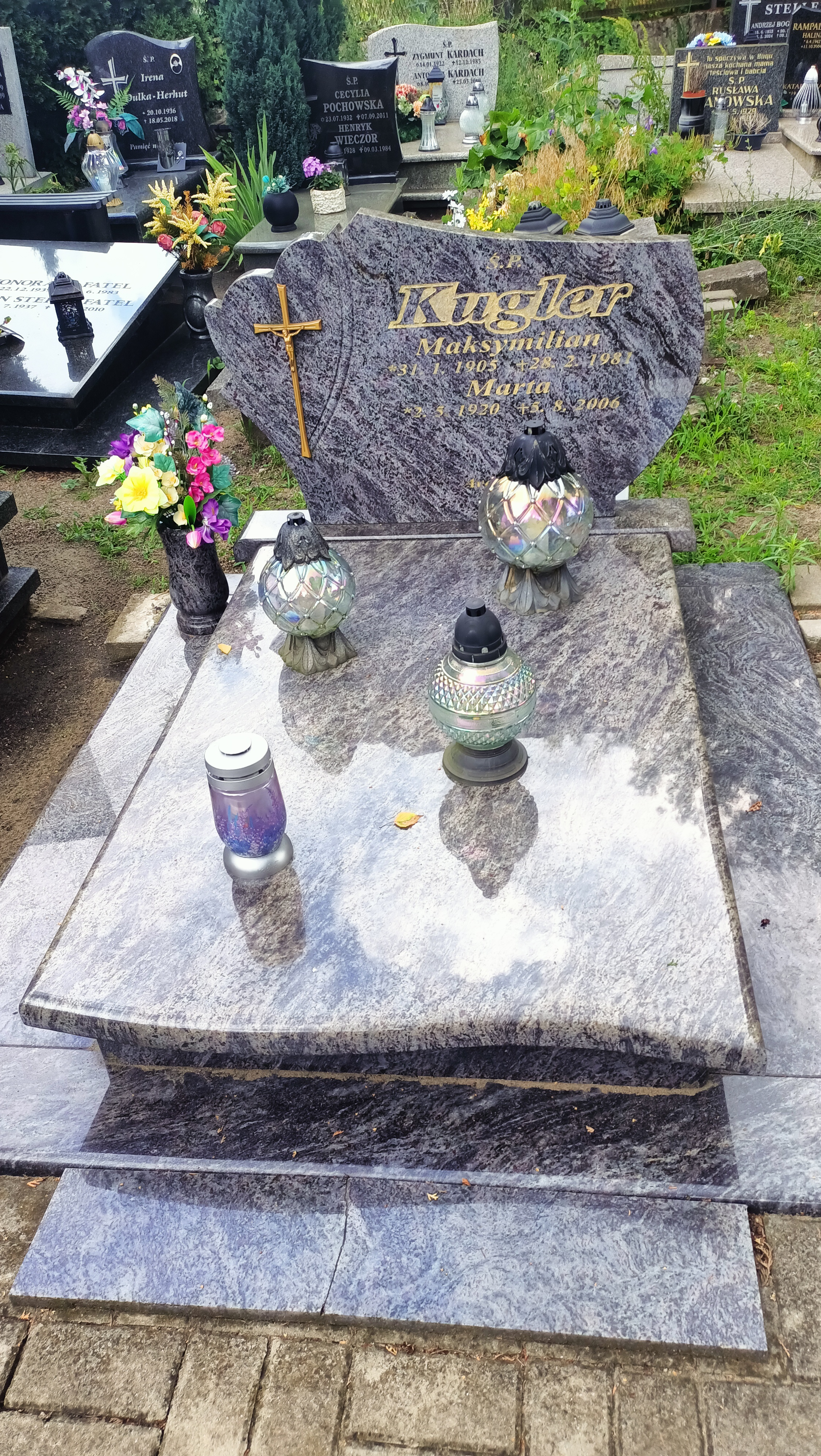
Grób Maksymiliana Kuglera na cmentarzu parafialnym Wincentego a Paolo w Bydgoszczy

Maksymilian Kugler (ur. 31 stycznia 1905 w Gnieźnie, zm. 28 lutego 1981 w Bydgoszczy) – polski wioślarz, olimpijczyk z Amsterdamu.

## Życiorys
Był synem Juliana i Marii Herzke. W 1922 ukończył seminarium nauczycielskie w Bydgoszczy. Pracował jako księgowy. Był zawodnikiem Bydgoskiego Towarzystwa Wioślarskiego. W 1928 zdobył wicemistrzostwo czwórek bez sternika i ósemek. W tym samym roku został powołany do kadry olimpijskiej. Na igrzyskach pełnił rolę rezerwowego zawodnika w konkurencji czwórka ze sternikiem. Karierę zakończył prawdopodobnie w początkach lat trzydziestych. Przeżył wojnę.